# Ometepe

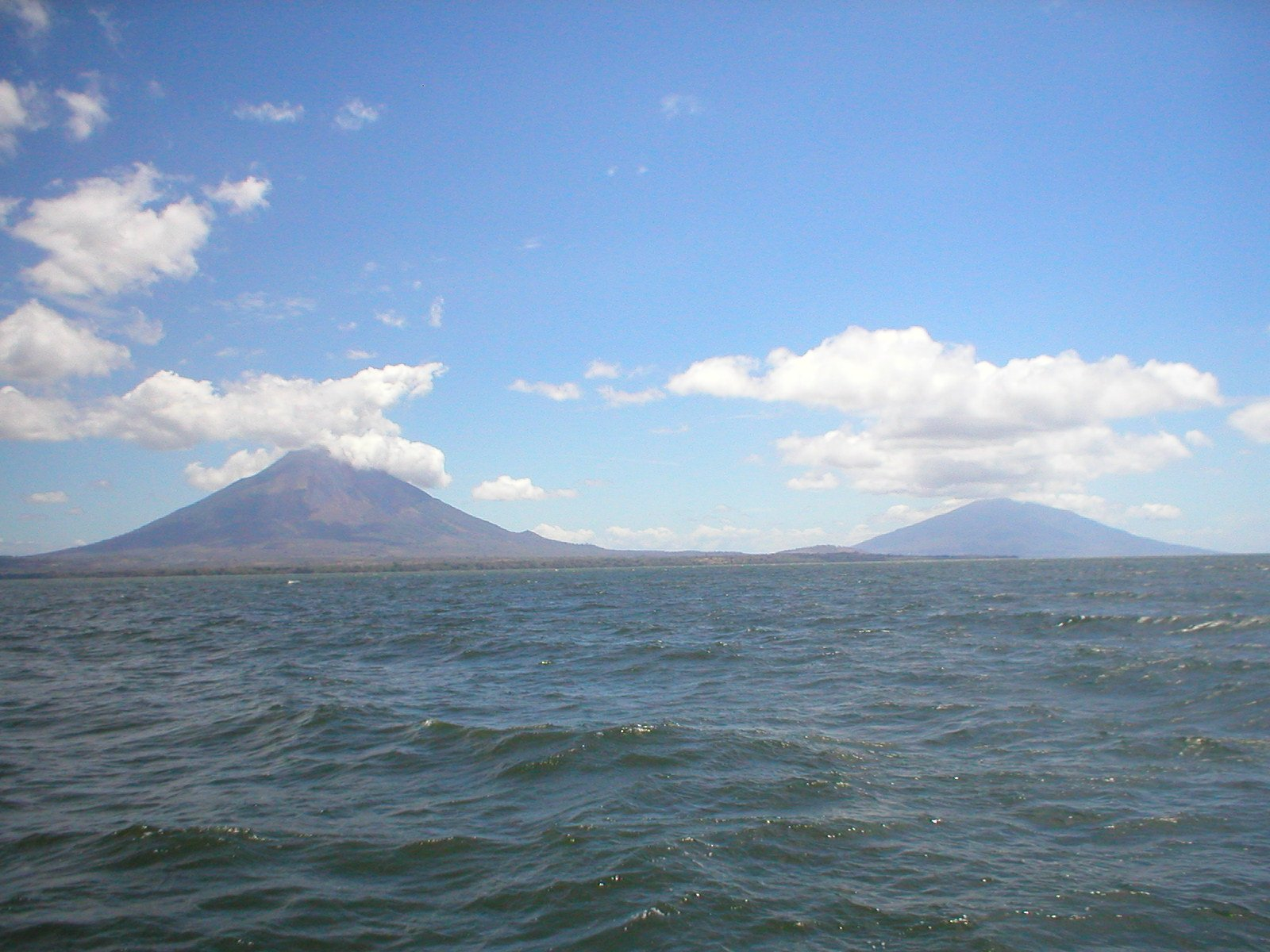
Isla de Ometepe: los volcanes Concepción y Maderas.

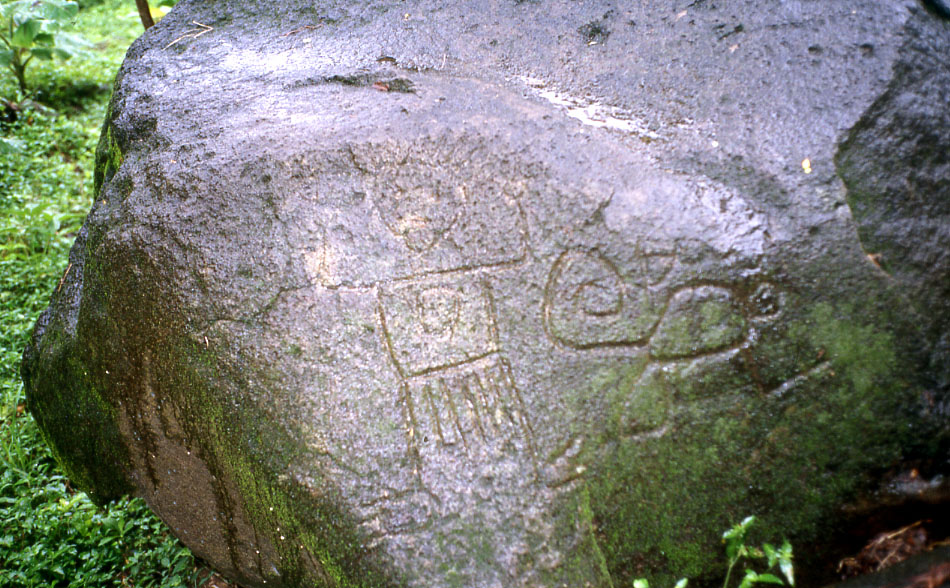
Petroglifo de Ometepe.

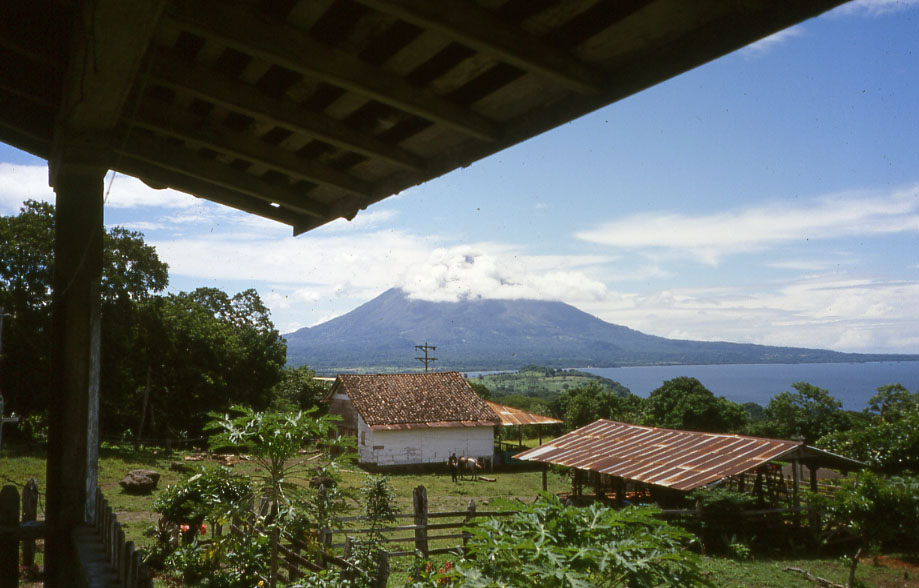
Isla de Ometepe: el volcán Concepción.

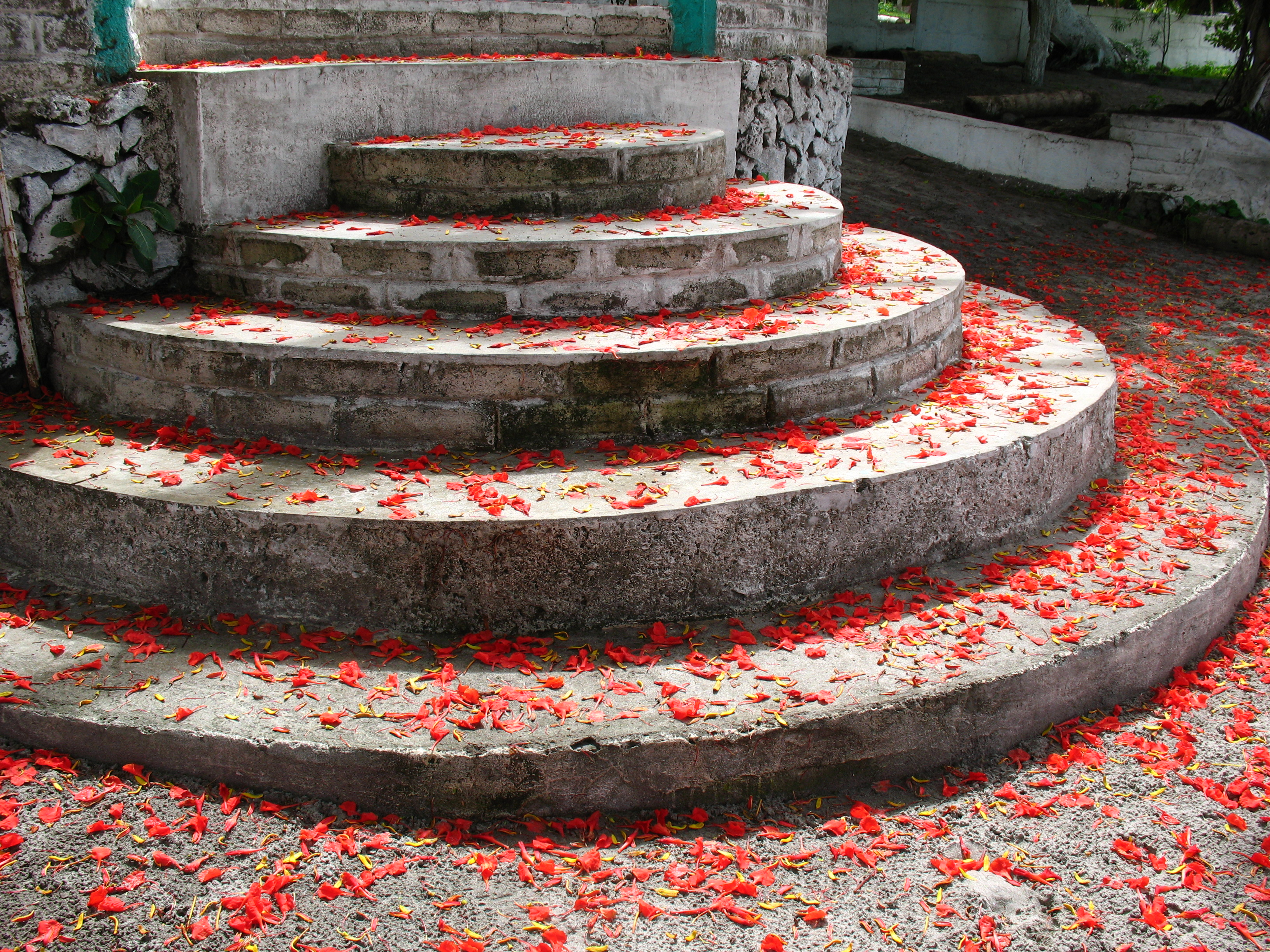
Flores de un Malinche en una playa las orillas del lago Cocibolca en la isla de Ometepe.

La isla de Ometepe, llamada también Ometepetl (dos montañas, en lengua náhuatl), se encuentra en Nicaragua, dentro del lago Cocibolca o Gran Lago de Nicaragua. Administrativamente la isla pertenece al departamento de Rivas y abarca 276 km².
Ometepe está incluida en la Red Mundial de Reservas de Biosfera y contiene tres áreas protegidas nacionales: 
- Reserva Natural Volcán Concepción
- Refugio de Vida Silvestre Peña Inculta – Humedal Istián.
- Reserva natural Volcán Maderas.

## Geografía
Su extensión es de 276 km² y es la isla volcánica más grande de las situadas en el interior de un lago de agua dulce. Su población asciende a unas 30 000 personas aproximadamente. Los núcleos de población más importantes son Moyogalpa y Altagracia, que son también los dos puertos principales de acceso a la isla desde las ciudades de Granada, San Carlos y San Jorge. 
El nombre de la isla deriva del náhuatl ōme 'dos' y tepētl 'montaña(s)', ya que la misma está constituida en su práctica totalidad por los conos de dos volcanes: el volcán Concepción y el volcán Maderas. 
El volcán Concepción se eleva hasta los 1610 m y su diámetro máximo es de 18 km. Su última expulsión de cenizas data de 2007, y la última erupción de lava, que obligó a la evacuación de la isla se produjo en 1957. Tras un largo periodo de inactividad, el volcán volvió a la actividad en 1883 con un periodo de erupción que duró cuatro años. Desde entonces las erupciones se han venido repitiendo con una cierta periodicidad en 1889, 1902, 1907, y 1924. El volcán se encuentra cubierto por 2.200 ha de bosque protegido. En 2005 se produjo un temblor 5.9 grados en la escala de Richter como consecuencia de la presión interna acumulada en el volcán.
El volcán Maderas tiene una elevación de 1394 m y un diámetro máximo en su base de 14 km. Su última erupción tuvo lugar hace más de ocho siglos y hoy en día se le considera extinto. Su cráter se encuentra ahora ocupado por una pequeña laguna, la Laguna de Maderas. La ascensión a la laguna del volcán Maderas a través de las 4.100 ha de reserva natural que la rodean es una atracción turística, su clima húmedo permite la producción de agua potable en sus laderas, beneficiando a todas sus comunidades con 9 sistemas de agua potable.
La parte más estrecha del centro de  la isla es llamado istmo Istián donde discurre el río Istián formando un terreno pantanoso en el lado occidental del istmo entre los volcanes Maderas y Concepción. Es un santuario de aves residentes y migratorias siendo un área Protegida cuyo nombre oficial es "Refugio de Vida Silvestre Peña Inculta - Humedal Istián" abarcando una extensión de 1.767 hectáreas, gran parte de estas pertenecen a la "Comunidad Indígena de Tilgue". Estando en la parte suroeste de la isla, es posible llegar a pie desde la carretera hacia Santo Domingo pero muchos turistas optan llegar por el lago en kayak desde Mérida disfrutando de la vista de ambos volcanes. 

## Maravilla Natural del Mundo
La Isla de Ometepe participó en el concurso Siete maravillas naturales del mundo, pero no quedó entre los 28 finalistas, aunque alcanzó en el Top 77 —de entre 440— nominados elegibles para consideración del Panel de Expertos.

## Red Mundial de Reservas de Biosferas
Ometepe está incluida en la Red Mundial de Reservas de Biosfera, luego que su nominación fuera aprobada por unanimidad en la XXII Sesión del "Consejo Internacional de Coordinación del Programa sobre el Hombre y la Biosfera" (MAB) de la Unesco.
El MAB es un programa que se inició a principios de la década de los 70 del siglo XX para ofrecer un marco para la realización de investigaciones interdisciplinarias y actividades de fortalecimiento de capacidades. Su objetivo es mejorar la relación de las personas con su entorno ambiental.
La Organización de las Naciones Unidas para la Educación, la Ciencia y la Cultura (Unesco) reconoce que la isla de Ometepe
"...posee abundante vestigios arqueológicos precolombinos —petroglifos, estatuas y cerámicas— que atestiguan la antigüedad de los asentamientos humanos en su suelo.
El lago circundante constituye una importante fuente de abastecimiento de agua dulce, además de albergar numerosas especies animales raras subacuáticas, como los peces sierra y los tiburones de agua dulce.
Entre las actividades actuales de su población figura el ecoturismo basado en la participación de las comunidades.
Ometepe tiene presencia de bosque tropical como bosque seco y bosque húmedo, además de nebliselva. Asimismo posee zonas costeras, también tiene altitudes, sirve de descanso para aves migratorias y cuenta con especies endémicas de flora y fauna".
Está considerada como la mayor isla volcánica del mundo dentro de un lago de agua dulce, el Cocibolca, y un paraíso por las autoridades nicaragüenses, por su diversidad y por su belleza. Antes de ser reserva de biosfera, Ometepe era considerada legalmente como Reserva Natural y Patrimonio Cultural de la Nación. Actualmente, como Reserva de la Biosfera adquirió límites que definen las zonas en que pueden realizarse proyectos de desarrollo económico, las que deben preservarse intactas, así como sus corredores biológicos, dentro y fuera del agua.
Si bien es verdad que Ometepe es la isla volcánica lacustre más grande del mundo, no es la isla más grande en un lago de agua dulce, este título que pertenece a la isla Manitoulin en el lago Ontario en Canadá, la cual no es de origen volcánico y tiene una superficie de 2766 {\displaystyle km^{2}}. Ometepe sería en realidad la décima isla lacustre por superficie en el mundo.

## Historia
Existe constancia de que la isla ha estado habitada al menos desde el 1500 a. C. Al parecer esta población sería parte de un movimiento migratorio originado en el actual México con rumbo hacia el sur a lo largo del Pacífico.[cita requerida] En la isla se han encontrado cerámica y grandes esculturas esculpidas en roca basáltica que se exhiben hoy en día en el parque de la iglesia de Altagracia y en el Museo Nacional en Managua. Estas esculturas son atribuibles a la misma escuela que las encontradas en la isla Zapatera realizadas por la cultura chorotega.
En la isla se encuentran también petroglifos realizados a partir de 300 a. C.
Durante el periodo colonial, la isla fue utilizada como refugio por los piratas en sus saqueos a la ciudad de Granada provenientes del mar Caribe a través del río San Juan. Llevaban a cabo saqueos y secuestros de mujeres, por lo que la población nativa se vio obligada a refugiarse en el interior de la isla.
Hoy en día, Ometepe se afana por sacar partido a su belleza natural y paulatinamente se van mejorando las infraestructuras turísticas. En la Isla de Ometepe el rubro de producción número uno es el plátano y como segundo por ingresos el turismo.
Es importante anotar también que en Ometepe se encuentran dos grandes Museos el Numismático, que cuenta en billetes y monedas la historia de Nicaragua, y el Precolombino con más de 1500 piezas antiguas en exhibición y encontradas en la Propia Isla.
En el 2008 esta bella isla es nominada como una de las 7 nuevas maravillas de la naturaleza.